# Ferula diversivittata
Ferula suaveolens
Espèce
Synonymes
- Ferula sintenisii H.Wolff, 1924[1]
- Ferula suaveolens Aitch. & Hemsl., 1886[1]

Ferula diversivittata est une espèce de plantes à fleurs de la famille des Apiacées. On la rencontre en Iran, en Afghanistan, ainsi qu'en Asie centrale. Sa racine est connue sous le nom de sumbul (qui s'applique aussi au produit de Ferula moschata) et connaît diverses utilisations en médecine traditionnelle et en parfumerie.

## Description

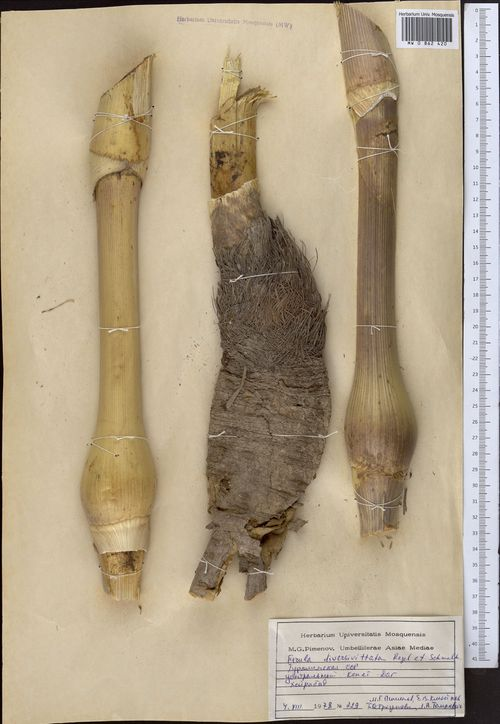
Spécimen d'herbier de Ferula diversivittata (fragments de tige). Récolté au Turkménistan.

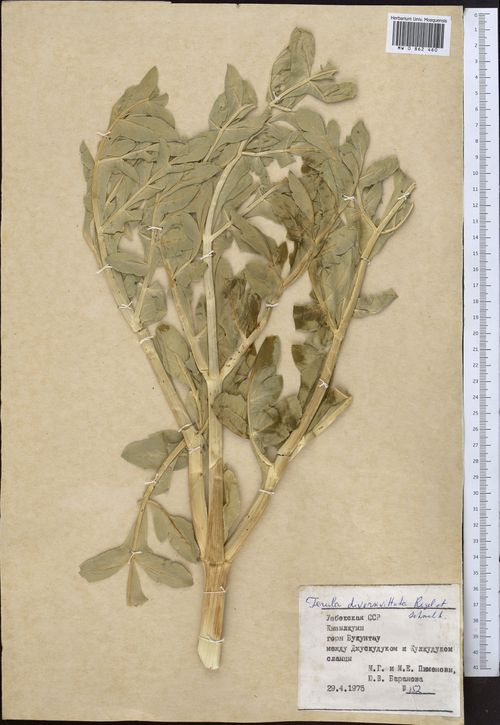
Spécimen d'herbier de Ferula diversivittata (feuilles). Récolté en Ouzbékistan.

C'est une plante vivace, monocarpique, glabre ou glabrescente, gommifère, à racine épaisse. Les tiges mesurent 1,1 à 1,5 m. Les fleurs sont jaunes, disposées en ombelles.

## Répartition
L'aire de répartition de l'espèce comprend l'Iran, l'Afghanistan et les pays d'Asie centrale (Ouzbékistan, Kazakhstan, Kirghizistan, Tadjikistan et Turkménistan).

## Nomenclature en systématique
Ferula diversivittata a été décrite  en 1877 par Eduard August von Regel, jardinier et botaniste allemand, et Johannes Theodor Schmalhausen, botaniste russe d'origine allemande.
Dans la classification phylogénétique de l'APG, elle est assignée au genre Ferula de la famille des Apiaceae, dans l'ordre des Apiales.

## Usages
La racine de la plante est utilisée en médecine sous le nom de sumbul (en latin : Sumbuli radix), terme qui est aussi utilisé pour le produit d'une autre espèce, Ferula moschata.